# Хи
Χ, χ (название: хи, греч. χι, др.-греч. χῖ) — 22-я буква греческого алфавита. В системе греческой алфавитной записи чисел имеет числовое значение 600.  От буквы хи произошла кириллическая буква Х.
В древнейших вариантах греческого алфавита этой буквы не было.
В древнегреческом языке буква хи передавала звук [kʰ], в новогреческом перешла в [x], а перед гласными [e̞] и [i] — в палатальный [ç].